# TOEIC
TOEIC — Test of English for International Communication — экзамен на знание английского языка, ориентированный на кандидатов, которые желают получить должность в англоязычной международной фирме. Структура теста TOEIC во многом перекликается со структурой экзамена TOEFL, но основное отличие между ними состоит в их предназначении.
Тест TOEFL предназначен для академических целей — поступления в зарубежные учебные заведения, участия в научных симпозиумах и конференциях, TOEIC же предназначен для оценки знаний английского языка людей, которым предстоит работать в интернациональном окружении. Экзамен позволяет определить способность человека грамотно вести презентации, деловые встречи и переговоры на английском языке. Сертификат TOEIC необходим тем, кто желает построить успешную карьеру в сфере международного бизнеса.

## Применение сертификата TOEIC
- При трудоустройстве в международную компанию (использование английского языка для повседневного общения на работе, при проведении деловых встреч, презентаций и переговоров).
- Для участия (организации) в профессиональных семинарах и тренингах на английском языке.
- Для поступления на бизнес-программы зарубежных бизнес-школ (далеко не все учебные заведения принимают сертификат TOEIC, этот момент следует уточнить на официальном сайте выбранного вуза).

## Структура теста TOEIC
Экзамен TOEIC состоит из двух независимых частей — Speaking & Writing и Listening & Reading, первая длится 80 минут, вторая — 120 минут. Каждую из этих частей можно сдавать по отдельности или же вместе, в зависимости от пожеланий тестируемого. Как правило, многие сдают лишь часть Listening & Reading, которой вполне достаточно для работы в международных фирмах. Примечательно, что тематика предлагаемых в тестах заданий взята из реальных рабочих ситуаций.